# Buraka Som Sistema
Buraka Som Sistema ist eine portugiesisch/angolanische Kuduro-Band. Kuduro ist eine elektronische Musikrichtung angolanischen Ursprungs. Der Name „Kuduro“ bedeutet auf Deutsch so viel wie „harter Arsch“. Entstanden ist die Mischung aus Sprechgesang, Elektronischer Musik und traditioneller afrikanischer Musik in den achtziger Jahren in Angola. Buraka Som Sistema haben den Klang an europäische Hörgewohnheiten angepasst.
Seit ihrem letzten Konzert 2016 ist die Band inaktiv, hat sich aber nicht aufgelöst.

## Geschichte
Buraka Som Sistema wurde 2006 von João Barbosa (J-Wow/heute: Branko), Rui Pité (DJ Riot), Andro Carvalho (Conductor) und Kalaf Ângelo gegründet. Bekanntheit erlangte die Band durch das EA-Sports Fußballspiel FIFA 10 und Need for Speed Shift, in welchen das Lied Kalemba (Wegue Wegue) zu hören ist.
Mit ihrem Album Black Diamond von 2008 waren sie zweieinhalb Jahre auf Tour und haben sich „als hervorragende Liveband erwiesen“.
Nach einem zweiten (Komba 2011) und dritten Album (Buraka 2014) und zahlreichen Konzerten in einer Vielzahl Länder gab die Gruppe am 1. Juli 2016 vor tausenden Zuschauern an der Torre de Belém in Lissabon ihr letztes Konzert. Zum fünfjährigen Jubiläum dieses Konzertes und dem 15-jährigen Bandjubiläum erschien es unter dem Namen Buraka 4 ever am 2. Juli 2021 als Livealbum.

## Name
Der Name leitet sich vom Stadtteil Buraca der Stadt Amadora im Großraum Lissabon ab. „Som Sistema“ ist portugiesisch und bedeutet Soundsystem.

## Diskografie

### Alben
- 2008: Black Diamond
- 2011: Komba
- 2014: Buraka
- 2021: Buraka 4 ever

### EPs
- 2006: From Buraka to the World
- 2008: Rough Diamond

### Singles
- 2007: YAH! (feat. Petty)
- 2008: Sound of Kuduro (feat. DJ Znobia, M.I.A.)
- 2008: Kalemba (Wegue Wegue) (feat. PongoLove)
- 2009: Aqui Para Vocês (feat. Deize Tigrona)
- 2009: IC19
- 2009: IC19 (Mad Decent Remixes)
- 2009: Restless
- 2010: Buffalo Stance
- 2011: Hangover
- 2011: (We Stay) Up All Night
- 2012: Tira o Pé
- 2013: Bota
- 2014: Stoopid

## Auszeichnungen
2010 wurde die Band mit dem European Border Breakers Award (EBBA) ausgezeichnet.
Bei den MTV Europe Music Awards 2007 erreichten Buraka Som Sistema den 8. Platz (von 19) in der Kategorie "New Sounds of Europe". 2008 gewannen sie in der Kategorie "Bester portugiesischer Act".